# 若林直則
若林 直則（わかばやし なおのり）は、戦国時代の武将、江戸幕府旗本。

## 生涯
父は武蔵松山城主上田氏の配下で、自身も上田憲定に仕えた。天正18年（1590年）小田原征伐の際、憲定は小田原城籠城に加わっていたため、直則ら上田家臣団が松山城を守備する。松山城は前田利家・上杉景勝らの攻撃によって落城し、以後は前田軍に加わった。
天正19年（1591年）関東に移封された徳川家康に槍奉行として仕え、相模国愛甲・大住郡の内に1,100石を領した。江戸開府後はそのまま旗本となり、寛永3年（1626年）に没した。嫡子なく、当初は武田氏家臣町田氏から女婿・直勝を迎えていたが早世したため、直勝室を長繁由の子・三由に配して養子とし、三由と実子の三平で分割相続された。